# Nangolo Mbumba
Nangolo Mbumba (Olukonda, 15 agosto 1941) è un politico namibiano, Presidente della Namibia dal 4 febbraio 2024 al 21 marzo 2025.

## Biografia
Nativo del villaggio di Olukonda nella regione di Oshikoto, Mbumba è di professione insegnante. Per sfuggire all'apartheid allora implementato nell'Africa del Sud, assieme al futuro primo ministro Nahas Angula nel 1965 fuggì in Botswana e poi in Zambia, dove ottenne una borsa di studio per l'America. Dopo aver studiato negli Stati Uniti d'America, nel 1978 è rientrato in Africa, trasferendosi in Angola e divenendo direttore di una scuola locale.
Nel 1985 abbandonò la posizione per rientrare in Namibia, allora parte del Sudafrica, che stava lottando per la sua indipendenza, conseguita nel 1990. Mbumba divenne stretto collaboratore del primo presidente namibiano Sam Nujoma, e fu grazie alla sua mediazione che nel 1994 le autorità sudafricane cedettero l'exclave di Walvis Bay alla Namibia.
Tra la fine del XX secolo e l'inizio del XXI Mbumba ha ricoperto vari ruoli all'interno dei governi namibiani, divenendo più volte ministro.
Nel 2018 il presidente della Namibia Hage Geingob l'ha nominato proprio vice. 
Il 6 febbraio 2024, all'improvvisa morte del presidente Geingob, Mbumba è a sua volta divenuto presidente, dapprima ad interim e poi giurando da presidente effettivo, dichiarando di voler continuare il mandato del predecessore fino alla scadenza naturale nel 2025.